# Lindworm
El lindworm o lindwurm és un drac de dues potes (les dels davant, no com la víbria) que apareix al folklore del nord i el centre d'Europa i viu usualment en coves humides. A la tradició de determinats països com Dinamarca s'assembla a una gran serp marina que pot entrar a la costa. Anunciava l'arribada d'epidèmies o grans calamitats però la seva pell servia com a antídot per a aquests mals, per la qual cosa amb presumptes escates de lindworm es fregaven arbres i espases per protegir les viles.
Com a símbol en heràldica, es refereix a la venjança i acostuma a tenir un color verd. En les llegendes més tardanes viu a prop de les tombes i cementiris, anticipant el caràcter antropòfag del zombi. Donat el seu parentiu amb la serp, es creia que escupien verí, en comptes de foc com altres dracs.